# Гладкое (Московская область)
Гладкое — деревня в городском округе Кашира Московской области.

## География
Находится в южной части Московской области на расстоянии приблизительно 17 км на юг по прямой от железнодорожной станции Кашира.

## История
Впервые упоминается в 1624 году как «пустошь Гладкая». Деревня получила название по фамилии помещиков Гладких. В 1850 отмечен помещик Алексей Николаевич Павлов. В советское время работали колхоз «Красная звезда» и одноименный совхоз. В 1995 году оставались 3 двора местных жителей. До 2015 года входила в состав сельского поселения Базаровского Каширского района.

## Население
Постоянное население составляло 70 человек (1850 год), 105 (1917), 3 (1995), 6 в 2002 году (русские 100 %), 0 в 2010.